# Gao Xingjian
Gao Xingjian, född 4 januari 1940 i Ganzhou, Jiangxi, är en kinesisk författare, dramatiker och målare som sedan 1988 är bosatt i Frankrike och sedan 1997 är fransk medborgare.
Gao, som studerat franska, sändes under kulturrevolutionen ut på landet för att omskolas. På 1980-talet verkade han som dramaturg i Peking. 
Efter massakern på Himmelska fridens torg den 4 juni 1989 lämnade Gao Kinas kommunistiska parti och har sedan dess till största delen varit en icke-person i kinesiska media.
Gao mottog Nobelpriset i litteratur år 2000. Han tilldelades priset för "ett verk av universell giltighet, bitter insikt och språklig sinnrikhet, som öppnat nya vägar för kinesisk romankonst och dramatik".